# Pelhřimov
Pelhřimov  (in tedesco Pilgrams) è una città della Repubblica Ceca, capoluogo del distretto omonimo, nella regione di Vysočina.

## Storia
Dopo che Vladislao II, nel 1144, cedette all'episcopato di Praga la regione orientale di Chýnov fino al confine moravo, seguì la colonizzazione del territorio, il cui centro principale era Řečice.
Il primo insediamento sorse presumibilmente nella seconda metà del XII secolo, nell'area in cui si trova l'attuale Starý Pelhřimov.